# Offener Investmentfonds

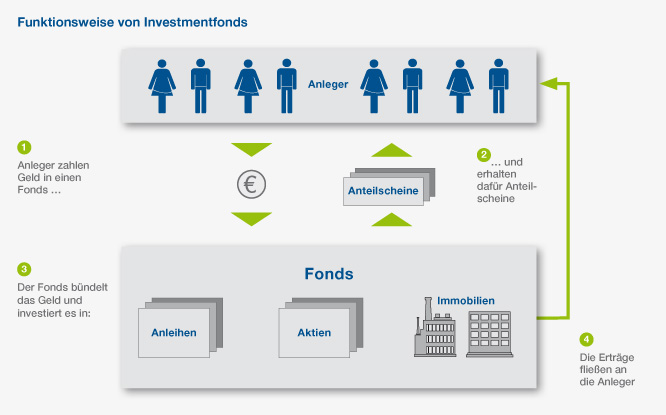
Funktionsweise eines offenen Investmentfonds in Deutschland

Ein offener Investmentfonds, kurz als Fonds bezeichnet, ist ein Konstrukt zur Geldanlage. Eine Investmentgesellschaft (deutscher Fachbegriff: Kapitalverwaltungsgesellschaft; vor Einführung des KAGB im Juli 2013: Kapitalanlagegesellschaft) sammelt das Geld der Anleger, bündelt es in einem  Sondervermögen – dem Investmentvermögen – und investiert es in einem oder mehreren Anlagebereichen. Die Anteilscheine können in der Regel börsentäglich gehandelt werden. Das Geld im Fonds wird nach vorher festgelegten Anlageprinzipien in Finanzprodukte wie Aktien, Anleihen, Geldmarktpapiere oder Immobilien angelegt. Investmentfonds müssen im Regelfall bei der Geldanlage den Grundsatz der Risikomischung beachten, das heißt, es darf nicht das gesamte Fondsvermögen in nur eine Aktie oder nur eine Immobilie investiert werden. Durch die Streuung des Geldes auf verschiedene Anlagegegenstände (Diversifikation) wird das Anlagerisiko reduziert. Ein Anteil an einem offenen Investmentfonds ist im Sinne des Wertpapierhandelsgesetzes und des Kreditwesengesetzes ein Finanzinstrument.
Mit dem Kauf von Investmentfondsanteilen wird der Anleger Miteigentümer am Fondsvermögen und hat einen Anspruch auf Gewinnbeteiligung und Anteilsrückgabe zum jeweils gültigen Rücknahmepreis. Bei offenen Immobilienfonds gilt eine juristische Besonderheit: Hier ist die Investmentgesellschaft formal Eigentümer des Fondsvermögens und wird deshalb als Eigentümer der Immobilien ins Grundbuch eingetragen.
Der Anteilswert bemisst sich nach dem Wert des gesamten Fondsvermögens dividiert durch die Anzahl der ausgegebenen Anteile. Das verwaltete Fondsvermögen ist nach deutschem Recht Sondervermögen, das heißt, die Anlagen müssen strikt getrennt von dem Vermögen der Gesellschaft gehalten werden. Diese Regelung garantiert den Vermögenserhalt auch bei Insolvenz der Kapitalverwaltungsgesellschaft. Das Sondervermögen steigt durch neue Einlagen von Anlegern und durch Kurs-, Dividenden- oder Zinsgewinne, umgekehrt fällt es durch Rückerstattung von Anteilen oder durch Verluste.

## Geschichte
Der erste Investmentfonds (damals Anlagefonds genannt), der noch heute existiert, wurde 1928 unter dem Namen Pioneer Fund in den USA aufgelegt. In der Schweiz lancierte die damalige Schweizerische Bankgesellschaft (heute UBS) den ersten Fonds 1943, also mitten im Krieg.

## Kategorien und Unterscheidungsmerkmale
Geläufige Möglichkeiten zur Kategorisierung von Fonds sind:
- Instrumente, in die investiert wird
- Geografische Streuung der Investments
- Spezialstrategien
- Anlagehorizont
- Kostenstruktur
- Management-Typ
- Börsenzulassung
- Zielgruppe (Anleger)
- Risikostruktur
- Domizil (der Fondsgesellschaft)
- Sonderformen

Eine der geläufigsten Kategorisierungen von Offenen Investmentfonds ist die nach den Instrumenten, in die der Fonds investiert. Die häufigsten Instrumente sind Aktien, Fonds, Anleihen, Geldmarktpapiere, Währungen, Rohstoffe und Immobilien. Daraus resultieren die Fondsarten Aktienfonds, Dachfonds (investieren in andere Fonds),  Rentenfonds, Geldmarktfonds, Offene Immobilienfonds etc., wie sie bei geläufigen Fondsrankings verwendet werden. Bei sogenannten Mischfonds wird ebenso auf diese Kategorisierung Bezug genommen: Mischfonds investieren in unterschiedliche Anlageklassen, meist in Aktien und Anleihen.
Eine weitere Unterscheidungsmöglichkeit bietet die geografische Streuung der Vermögensgegenstände in Regionen, Länder oder Kontinente, in die ein Fonds nach seinen Anlagebedingungen investieren darf.
Spezialstrategien betreffen eine bestimmte inhaltliche Fokussierung des Managements, z. B. ethische Gesichtspunkte oder auch die Nachbildung eines bestimmten Index. Ethikfonds treffen ihre Anlageentscheidung auch unter ethischen oder ökologischen Aspekten. Sie investieren zum Beispiel in Wind und Solarenergie oder unter Berücksichtigung religiöser Vorschriften. Indexfonds bilden einen bestimmten Index, wie z. B. den DAX nach – solche Fonds sind in der Regel passiv verwaltet (ohne aktives Management).
Offene Investmentfonds können nach dem Anlagehorizont (wird das Fondsvermögen kurzfristig investiert & häufig umgeschichtet oder langfristig investiert) sortiert werden. Es gibt Investmentfonds mit kurzfristigem, mittelfristigem oder langfristigem Anlagehorizont. Der Anlagehorizont ist dabei analog für die zeitlichen Pläne des Anlegers relevant.
Ein typisches Beispiel für Fonds, die vor allem für langfristig orientierte Anleger geeignet sind, sind Offene Immobilienfonds. Im Gegensatz dazu können zum Beispiel viele Geldmarktfonds gut genutzt werden, um Geld nur kurzfristig zu „parken“. Laufzeitfonds sind zeitlich begrenzt und werden am Ende der Laufzeit aufgelöst.
Auch unterscheiden sich offene Fonds in ihrer Kostenstruktur (siehe Kosten). Es gibt Fonds ohne Ausgabeaufschlag (Agio). Diese werden oft unter der Bezeichnung Tradingfonds (auch No Load Funds genannt) geführt. Diese Fonds haben üblicherweise höhere jährliche Verwaltungsgebühren. Auf der anderen Seite gibt es Fonds mit Ausgabeaufschlag (max. 5 % bis 6 %), diese werden manchmal als Classicfonds (CF) oder Anteilsklasse A bezeichnet. Eine Besonderheit stellen in diesem Zusammenhang Multi Class Fonds dar. Ein Multi Class Fonds besitzt mehrere Anteilsklassen, die alle ihre eigene Kostenstruktur besitzen. Alle Klassen des Multi Class Fonds investieren jedoch in dieselben Bestände.
Eine weitere Unterscheidung ist die Art, wie der Fonds gemanagt wird. Bei einem aktiv gemanagten Fonds entscheiden Fondsmanager darüber, welche Wertpapiere oder anderen Vermögensgegenstände für den Fonds gekauft werden sollen. Sie versuchen dabei, im Rahmen der Anlagebedingungen möglichst gewinnversprechende Anlagen „herauszupicken“. Der Wertzuwachs des Fonds hängt hier wesentlich von der Einschätzung und den Fähigkeiten des Fondsmanagements ab. Bei sogenannten passiv gemanagten Fonds wird hingegen ein bestimmter Index genau nachgebildet, oder die Anlage des Fondsvermögens erfolgt auf Basis festgelegter Formeln. Dadurch sind niedrigere Kosten möglich, weil das Fondsmanagement weniger aufwendig ist. Auf der anderen Seite besteht im Gegensatz zum aktiven Management keine Möglichkeit zum „Rosinenpicken“. Eine weitere Unterkategorie des Management-Typs bilden Multi Manager Fonds. Diese werden von verschiedenen Managern verwaltet, wodurch Risiken weiter vermindert werden sollen.
Man kann offene Fonds auch danach unterscheiden, ob sie für den Handel an der Börse zugelassen sind (Börsengehandelte Fonds, kurz ETF) oder nicht. Wenn Fondsanteile an der Börse gehandelt werden dürfen, besitzen sie eine größere Fungibilität. Das heißt, man kann sie leichter kaufen und verkaufen. Außerhalb der Börse können Anteile von der Investmentgesellschaft direkt oder über Banken oder Finanzvertriebe gekauft werden (siehe Erwerb von Fondsanteilen). Wenn man die Anteile wieder verkaufen möchte, kommt meist nur die Rückgabe an die Investmentgesellschaft in Frage. Der Weiterverkauf von Anteilen an eine andere Person ist zwar zulässig; in der Praxis geschieht dies jedoch sehr selten.
Eine weitere Klassifikationsmöglichkeit ist die Zielgruppe der Anleger, für die ein Fonds aufgelegt wird. Spezialfonds sind laut Investmentgesetz Fonds, die ausschließlich für juristische Personen, Institutionelle Anleger wie Versicherungen, Stiftungen oder Banken, aufgelegt werden. Natürliche Personen dürfen keine Anteile an diesen Fonds erwerben. Hingegen sind Publikumsfonds Fonds, deren Anteile auch den Kleinanlegern zum Kauf angeboten werden können.
Zur Klassifikation nach dem Risiko von Fonds existieren als Unterkategorien der Offenen Investmentfonds z. B. Hedgefonds und Garantiefonds. Hedgefonds (offizielle Bezeichnung: „Sondervermögen mit zusätzlichen Risiken“ bzw. „Dach-Sondervermögen mit zusätzlichen Risiken“) dürfen erst seit Anfang 2004 in Deutschland aufgelegt werden. Allerdings dürfen direkte Anteile an Hedgefonds nicht öffentlich vertrieben werden. Dies ist nur bei Dach-Hedgefonds möglich, also bei Fonds, die ihrerseits wieder in Anteile von verschiedenen Hedgefonds anlegen.
Bei Garantiefonds verspricht dem Anleger die Kapitalanlagegesellschaft oder ein Dritter ein bestimmtes Mindestergebnis aus der Fondsanlage, wie z. B. den Kapitalerhalt binnen eines bestimmten Anlagezeitraums.
Offene Investmentfonds kann man weiterhin danach unterscheiden, in welchem Land sie aufgelegt wurden. In Deutschland werden nicht nur deutsche Fonds angeboten, sondern auch eine Vielzahl von Anteilen an ausländischen Fondsprodukten, insbesondere aus Luxemburg. Dabei wird lediglich der öffentliche Vertrieb der Fondsanteile in Deutschland durch das deutsche InvG geregelt und unterliegt der Aufsicht der BaFin. Der ausländische Fonds ist dagegen nach den Regeln seines Heimatstaats ausgestaltet und steht unter der Aufsicht der dortigen Behörden.
Schließlich werden stets neue Arten von Offenen Investmentfonds entstehen, welche sich aufgrund von Innovationen oder gesetzlichen Rahmenbedingungen entwickeln. Ein Beispiel für Letzteres sind Altersvorsorge-Fonds. Diese AS-Fonds enthalten zu mindestens 51 Prozent Aktien und Anteile an Offenen Immobilienfonds. Sie sind regelmäßig mit einem langfristigen Sparplan des Anlegers zur privaten Altersvorsorge verbunden.

## Kosten
Die Kosten eines Fonds setzen sich aus folgenden Positionen zusammen:
- Ausgabeaufschlag und Rücknahmeabschlag,
- Verwaltungsgebühr der Investmentgesellschaft,
- gegebenenfalls erfolgsabhängige Vergütung der Investmentgesellschaft,
- Depotbankgebühr.

Bei Festsetzung des Ausgabepreises für neue Fondsanteile rechnen die Investmentgesellschaften dem Anteilwert meist einen Ausgabeaufschlag hinzu. Der Aufschlag wird in Prozent des Anteilwertes berechnet. Wenn beispielsweise der Anteilwert 100 € ist und der Ausgabeaufschlag 3 % beträgt, zahlt der Anleger für einen Anteil 103 €. Davon fließen 100 € in den Fonds und 3 € an die Investmentgesellschaft bzw. deren Vertrieb. Der Ausgabeaufschlag stellt im Wesentlichen eine Vergütung für den Vertrieb der Anteile dar. Häufig liegen die Ausgabeaufschläge von Aktienfonds und Immobilienfonds bei 3 % bis 7 %, in Rentenfonds bei rund 3 % und in Geldmarktfonds bei 0 %. Im Direktvertrieb über das Internet wird teilweise auf Ausgabeaufschläge verzichtet, wobei dann die Verwaltungsgebühr des Fonds höher ausfallen kann. In der Verwaltungsgebühr ist unter anderem eine Bestandsprovision enthalten, von der sich Discountanbieter im Wesentlichen finanzieren.
Falls die Anlagebedingungen eines Fonds Rücknahmeabschläge vorsehen, wird bei Rückgabe von Fondsanteilen an die Investmentgesellschaft eine Art „umgekehrter Ausgabeaufschlag“ berechnet: Beträgt der Anteilwert z. B. 100 € und der Rücknahmeabschlag 3 %, bekommt der Anleger für seinen Anteil nur 97 € ausgezahlt. 3 € verbleiben im Fondsvermögen und dienen meist dazu, Transaktionskosten in Zusammenhang mit der Anteilsrückgabe zu decken. Dieser Rücknahmeabschlag wird in der Fachsprache „Disagio“ genannt.
Die jährlichen Verwaltungsgebühren der Investmentgesellschaft stellen deren Entgelt für die Verwaltung des Fonds dar. Sie liegen im Allgemeinen bei 0,1 % bis 1,75 %, die sich aus dem Nettoinventarwert des Fonds berechnen und aus diesem entnommen werden. Die jährlichen Managementgebühren von Indexfonds liegen bei durchschnittlich nur etwa 0,45 %.
Bei einigen Fonds sehen die Anlagebedingungen neben der Verwaltungsvergütung noch besondere Erfolgsvergütungen für die Investmentgesellschaft vor. Diese Erfolgsprämien erhält die Investmentgesellschaft aus dem Fondsvermögen nur, wenn festgelegte Ereignisse eintreten, z. B. Übertreffen eines bestimmten Vergleichsmaßstabs (Benchmark) oder Erzielung eines bestimmten Gewinns für den Fonds.
In Deutschland ist – wie in vielen anderen Ländern – gesetzlich vorgeschrieben, dass die Vermögensgegenstände eines Fonds bei einer Depotbank hinterlegt werden müssen. Die Depotbank berechnet dem Fonds dafür eine jährliche Gebühr, deren Berechnung in den Anlagebedingungen geregelt ist. Meist wird sie als Promillesatz des Fondsvermögens berechnet.
Schließlich können die Anlagebedingungen vorsehen, dass bestimmte Kosten, die für den Fonds entstehen, von der Investmentgesellschaft separat aus dem Fondsvermögen bezahlt werden dürfen. Hierbei kann es sich z. B. um das Honorar des Wirtschaftsprüfers handeln, der den Jahresbericht des Fonds prüft.
Alle Umschichtungen des Fondsvermögens verursachen zudem Transaktionskosten. Bei Aktienfonds geht man von einer durchschnittlichen jährlichen Umschichtungsquote (englisch Portfolio Turnover Ratio, PTR) von 1,5 aus. Da die Bank, die die Transaktionen durchführt und dafür Gebühren erhält, oftmals zum Konzern der Kapitalanlagegesellschaft gehört, können Interessenkonflikte auftreten, wenn zu viele Umschichtungen erfolgen oder die vereinbarten Gebührensätze überhöht sind.
Bei Indexfonds sind Umschichtungen nur erforderlich, wenn sich die Zusammensetzung des zugrundeliegenden Indexes ändert oder das Fondsmanagement auf Mittelzu- oder -abflüsse reagieren muss. Bei Indexfonds geht man daher von einer durchschnittlichen jährlichen Umschichtungsquote von nur 0,2 aus.
Die zentrale Kennzahl zur Einschätzung der Gebühren der Fondsgesellschaft insgesamt (außer Ausgabeaufschlag) ist die Gesamtkostenquote (englisch total expense ratio, abgekürzt TER).

### Kostentransparenz
Die maximale Höhe der Verwaltungsvergütung und der Depotbankvergütung werden bereits in den Vertragsbedingungen festgelegt, ebenso eine Liste der Kosten, die aus dem Fondsvermögen gezahlt werden dürfen. In den Jahresberichten wird die konkrete Höhe der tatsächlich angefallenen Vergütungen und Kosten genau ausgewiesen. Demgegenüber sind die Kosten von Zertifikaten für einen Anleger nicht ersichtlich, denn sie werden vom Emittenten als Differenz zwischen Emissionspreis und einem fairen Marktwert gleich bei Ausgabe der Zertifikate einbehalten und an keiner Stelle veröffentlicht. Auch bei Lebensversicherungsverträgen fehlt es an einer auch nur halbwegs vergleichbaren Transparenz.

### Erwerb von Fondsanteilen
Folgende Möglichkeiten zum Erwerb bestehen:
Banken oder Finanzvertriebe
Der Anbieter wickelt den Auftrag meist über eine Investmentgesellschaft ab, so dass hier ein (manchmal reduzierter) Ausgabeaufschlag fällig wird.
Freie Fondsvermittler
Der Fondsvermittler arbeitet meist mit einer Depotbank zusammen. Diese nimmt die Aufträge entgegen und verwahrt die Wertpapiere. Der Vermittler ist eine Zwischenstelle zwischen dem Kunden und der Bank. In der Regel kann er günstigere Konditionen anbieten.
Börsenhandel
Wenn ein Fonds eine Zulassung zum Börsenhandel hat oder in den sogenannten „Freiverkehr“ einer Börse einbezogen wurde, dann kann man die Fondsanteile ohne Ausgabeaufschlag an der Börse kaufen. Neben der üblichen Ordergebühr (vergleichbar mit einer Aktienorder) der beauftragten Bank fällt dabei noch eine Gebühr der Börse bzw. des ausführenden Börsenmaklers (Maklercourtage) an.
Die Börse Hamburg hat im August 2002 unter der Bezeichnung Fondsbörse Deutschland als erste Börse in Deutschland mit dem Börsenhandel von offenen Fonds begonnen. Seither kann man Fondsanteile wie Aktien handeln. Somit werden für alle an der Börse gelisteten Fonds während der gesamten Börsenzeit seitens der Makler fortlaufend handelbare Preise gestellt; zudem kann der Anleger Limite und Stop-Loss-Order aufgeben.
Im Jahr 2006 haben auch die Börse Frankfurt, Börse München und die Börse Stuttgart den börslichen Fondshandel aufgenommen.
Investmentgesellschaft
Beim Direktkauf bei einer Investmentgesellschaft geht der Kunde direkt einen Vertrag mit selbiger ein und es werden keine Zwischenstellen eingeschaltet. In der Regel fällt bei Käufen ein Ausgabeaufschlag an.

## Vorteile eines offenen Investmentfonds
Über Investmentfonds können auch Kleinanleger in Vermögensgegenstände und Märkte investieren, die ihnen ansonsten verschlossen blieben. Geldanlage in Investmentfonds ist sowohl mit Sparplänen ab ca. 25 € monatlich möglich, als auch mit Einmalanlagen. Aufgrund der Bündelung von vielen u. U. sehr kleinen Anlagebeträgen im Fonds kann dieser an den Finanzmärkten als Großkunde auftreten. Die Investmentgesellschaft kann dann günstigere Konditionen aushandeln und wirtschaftlicher bzw. kostengünstiger investieren, als dies dem einzelnen (Klein-)Anleger möglich wäre. Hinzu kommt, dass die Investmentgesellschaften die Auswahl von Anlagegegenständen, Beobachtung von Märkten etc. professionell betreiben und der Anleger davon profitiert, ohne sich selbst entsprechendes Fachwissen aneignen zu müssen.
Da Investmentfonds den Grundsatz der Risikostreuung beachten müssen, ist das Anlagerisiko geringer als bei einem direkten Investment in einen einzigen Vermögensgegenstand.
Fondsanteile können in der Regel börsentäglich zum Anteilwert (ggf. abzüglich eines Rückgabeabschlags, siehe Kosten) an die Investmentgesellschaft zurückgegeben werden. Das heißt, der Anleger kann schnell und ohne großen Aufwand wieder „aussteigen“, wenn er Geld benötigt oder meint, eine bessere Anlageform gefunden zu haben.
Da die Anlegergelder zu einem Sondervermögen gehören und nicht Teil des Vermögens der Investmentgesellschaft sind, ist im Falle eines Konkurses der Investmentgesellschaft oder der Depotbank das Geld der Anleger sicher. Im Falle einer Insolvenz der Investmentgesellschaft kümmert sich die Depotbank um die Liquidierung der Gelder und die sofortige Auszahlung an die Anteilseigner. Fonds unterliegen in Deutschland der staatlichen Genehmigung und Aufsicht durch die BaFin. Kaum eine andere Anlageart ist in dieser Hinsicht so sicher und gut überwacht.

## Nachteile eines offenen Investmentfonds
Entgegen den von Kapitalanlagegesellschaften geweckten Erwartungen übertrifft nur weniger als ein Viertel aller aktiv gemanagten Aktienfonds seinen jeweiligen Vergleichsindex. Die Praxis der Bilanzkosmetik führt zu Nachteilen für die Anleger. Diese Nachteile gelten nicht für die Indexfonds.
Gemäß § 32 Abs. 1 InvG übt die Kapitalanlagegesellschaft Stimmrechte auf im Fonds befindlichen Aktien aus. Fondsanleger haben also keine Möglichkeit, an Hauptversammlungen der Aktiengesellschaften teilzunehmen und Stimmrechte auszuüben, obwohl sie Miteigentümer der Aktien sind. Allerdings ist § 32 Abs. 1 InvG nicht nur als Nachteil zu sehen. Denn bei einem Fonds mit vielen tausend Anlegern, die sich gegenseitig nicht kennen und die auch der Kapitalanlagegesellschaft nicht bekannt sein müssen, dürfte es praktisch kaum möglich sein, sich vor jeder Hauptversammlung darauf zu einigen, wie abgestimmt werden soll.
Im Vordergrund steht aber das Risiko, das mit der Investition des Fonds in bestimmte Vermögensgegenstände verbunden ist, bzw. das spezifische Risikopotential des jeweiligen Sektors, in den der Fonds investiert. Wenn ein Fonds gemäß seinen Anlagebedingungen und seinem Verkaufsprospekt z. B. schwerpunktmäßig in europäische Aktien investiert, sind die Anleger dem entsprechenden Marktrisiko ausgesetzt. Fallen die Kurse für europäische Aktien, so verringert sich auch der Wert ihrer Fondsanteile.
Ein anderer Nachteil von offenen Fonds ist der Umstand, dass der einzelne Anleger – zumindest bei Publikumsfonds – keinen Anspruch auf individuelle Informationen oder Auskünfte der Investmentgesellschaft über den Fonds hat. Rechtsprechung und Literatur gehen davon aus, dass einzelne Anleger nicht verlangen können, über den Fonds mehr zu erfahren, als die Investmentgesellschaft laut Gesetz in den Vertragsbedingungen, Verkaufsprospekten und Berichten offenzulegen hat. Dahinter steht der Gedanke, dass alle Anleger eines Fonds gleich behandelt werden sollen, und dass das Investmentgesetz ein „Informationspaket“ festlegt, das allen Anlegern zusteht. Daher ist es einem Anleger insbesondere unmöglich, die in einem Fonds über einen bestimmten Zeitraum angefallenen Transaktionskosten zu erfahren, mag er auch ein noch so berechtigtes Interesse hieran haben. Die deutsche Gerichtspraxis zeigt, dass u. a. der Wortlaut des § 41 InvG als Argument gegen einen Anspruch des Anlegers auf Auskunft ausgelegt wird, unterstützt auch durch die Kommentarliteratur. Entsprechend ist kein Fall bekannt, in dem ein Anleger diese Auskunft erfolgreich erstreiten konnte. Dies führt dazu, dass ein Anleger kaum die Möglichkeit hat zu überprüfen, ob eine enttäuschende Wertentwicklung seiner Fondsanteile auf übertrieben hohe Transaktionskosten zurückzuführen ist.
Ein weiterer Nachteil besteht darin, dass ein Ausstieg aus einem Investmentfonds erschwert wird oder zu Nachteilen führt, wenn zu viele andere Anleger ebenfalls ihre Anteile zurückgeben wollen. Diese Rückgabewünsche können stets nur aus dem liquiden Vermögensanteil eines Investmentfonds bestritten werden. Sinkt die Liquiditätsquote aufgrund zu vieler Rückgabewünsche unter ein bestimmtes Maß, ist die Kapitalanlagegesellschaft in der Regel berechtigt und verpflichtet, die Rückgabe auszusetzen und andere Vermögensanteile zu liquidieren. Dies kann allerdings, insbesondere wenn Zeitdruck besteht, oder bei nicht börsentäglich handelbaren Vermögensbestandteilen wie Immobilien, Verluste für den Fonds und damit für alle Anteilseigner bedeuten. Gerade bei Immobilienvermögen kommt hier der Umstand hinzu, dass diese oft nicht nur aus dem Fondsvermögen, sondern zusätzlich auch mithilfe von Bankkrediten finanziert wurden, um die Rendite zu hebeln. Ein vorgezogener Verkauf führt in einem solchen Fall oft zu Zinsentschädigungsverpflichtungen an die Bank und damit zu zusätzlichen Verlusten für die Anleger. Auch kann es sein, dass Investmentanteile in einem solchen Fall für Jahre überhaupt nicht regulär rückgebbar sind und nur auf dem freien Markt verkauft werden können, oftmals mit erklecklichen Abschlägen.
2022 konstatierte der Internationale Währungsfonds, dass offene Investmentfonds mit illiquiden Vermögenswerten ein systemisches Risiko darstellen. Sobald zu viele Investoren ihr Geld in einer Krise zurückfordern, wären solche Fonds gezwungen, ihre Wertpapiere im Notverkauf abzustossen, was wiederum bereits existierende Abwärtsspiralen am Markt verstärkt.

## Verkaufsunterlagen
Offene Investmentfonds müssen einmal jährlich einen Jahresbericht erstellen und halbjährlich einen Halbjahresbericht. Zu jedem Publikumsfonds muss ein Verkaufsprospekt vorliegen, der unter anderem über die Anlagegrundsätze und Kosten informiert. Manche Fonds müssen sogar zwei Prospekte haben: einen „vereinfachten“ und einen „ausführlichen“.
Der aktuelle Jahresbericht, der Verkaufsprospekt und der Halbjahresbericht (wenn er aktueller ist als der Jahresbericht) müssen einem potenziellen Käufer angeboten werden. Bei den Fonds, die einen vereinfachten Prospekt erstellen, muss lediglich dieser angeboten werden. Wenn es der (potenzielle) Anleger verlangt, sind ihm aber auch die anderen Unterlagen kostenlos zur Verfügung zu stellen.

## Rating von Fonds
Die historische Leistungsfähigkeit einzelner Fonds wird von Ratingagenturen beurteilt.

## Gesetzliche Grundlagen

### Deutschland
Die rechtlichen Grundlagen finden sich seit dem 22. Juli 2013 im Kapitalanlagegesetzbuch (KAGB) (zuvor im Investmentgesetz) und im Investmentsteuergesetz. Aus den bisherigen Kapitalanlagegesellschaften (KAGs) wurden nach Inkrafttreten des KAGB Kapitalverwaltungsgesellschaften (KVGs). Diese unterscheiden sich nach Art des verwalteten Investmentvermögens in Publikums- und Spezialfonds sowie in OGAW-KVG und AIF-KVG. In allen Fällen ist das Fondsvermögen offener Fonds vom Vermögen der Kapitalverwaltungsgesellschaft getrennt. Es bleibt den Anlegern auch bei Insolvenz der KVG erhalten. Die in Deutschland aufgelegten Fonds sowie der öffentliche Vertrieb von ausländischen Investmentfonds in Deutschland unterliegen der Aufsicht der Bundesanstalt für Finanzdienstleistungsaufsicht (BaFin).

#### Staatliche Anreize

##### Vermögenswirksame Leistungen
Der Staat hilft Arbeitnehmern beim Aufbau eines Fondsdepots mit finanziellen Anreizen. Wer seine vermögenswirksamen Leistungen (VL) in für das VL-Sparen zugelassenen Fonds anlegt, kann eine Sparzulage von maximal 80 € pro Jahr (= 20 % von 400 €) erhalten. Unter bestimmten Voraussetzungen (z. B. mindestens 60 % Aktienanteil) kommen auch Dachfonds und gemischte Wertpapier- und Grundstücks-Sondervermögen in den Genuss der Förderung. Die Einkommensgrenzen betragen 20.000 € für Ledige und 40.000 € bei Zusammenveranlagten. Liegt das zu versteuernde Einkommen unter diesen Grenzen, erhält man die Zulage. (Stand April 2009)

##### Riester-Rente
Bei der Riester-Rente werden bestimmte, von Investmentgesellschaften, Kreditinstituten und Versicherungen angebotene Produkte gefördert, aus denen vom 62. Lebensjahr oder vom Beginn einer Altersrente des Anlegers an ein lebenslanges monatliches Einkommen fließt.
Bei der Anlage in Investmentfonds kann ein Auszahlplan mit festen und variablen Auszahlungen vereinbart werden. Dabei können bis zu 30 % des angesparten Kapitals zu Beginn der Auszahlphase ausgezahlt werden. Bei allen geförderten Anlagen muss zugesagt sein, dass mindestens die eingezahlten Beträge wieder ausgezahlt werden. Ob die angebotenen Altersvorsorgeprodukte die vorgeschriebenen Förderkriterien erfüllen, ist von der Bundesanstalt für Finanzdienstleistungsaufsicht vor Angebotsbeginn zu bestätigen.
Investmentfonds werden im Rahmen der Riester-Rente sowohl direkt als auch indirekt (über fondsgebundene Produkte) eingesetzt. Die Angebote der Investmentgesellschaften kombinieren die renditestarke Anlage in Aktienfonds mit dem auch kurzfristig wertstabilen Investment beispielsweise in Rentenfonds. Der Aktien(fonds)anteil bei einem Riester-Fondsangebot kann durch das Lebensalter des Anlegers bestimmt sein. In diesem Fall gilt die Daumenregel „Je jünger der Anleger, desto höher der Aktienanteil“. Gemanagte Fondssparpläne können auch vorsehen, dass der Aktienanteil in Abhängigkeit von der aktuellen Marktlage variiert. In diesem Fall spielt das Alter des Anlegers keine Rolle.
Zur Wahl stehen Konzepte, bei denen die eigentliche Fondsauswahl ausschließlich durch die Investmentgesellschaft erfolgt sowie Angebote, bei denen der Anleger Einfluss auf die konkrete Fondsauswahl nehmen kann. Damit wird den unterschiedlichen Bedürfnissen der Anleger Rechnung getragen. Die konkrete Auswahl eines Riester-Fondsprodukts sollte in einem Gespräch mit einem Anlageberater erfolgen.
Voraussetzung für die staatliche Förderung ist immer die Garantie einer lebenslangen Leibrente. Da das biometrische Risiko der Langlebigkeit nicht von Investmentfonds getragen werden kann, verpflichtet die BaFin die Anbieter, für jeden Sparer einen zusätzlichen Rentenversicherungsvertrag abzuschließen. Die Beiträge hierzu werden mit Rentenbeginn aus dem angesparten Kapital entnommen. Die Beitragshöhe ist in der Regel erst mit Rentenbeginn bekannt. Die Rentenzahlungen aus dem Versicherungsvertrag beginnen in der Regel mit dem 85. Lebensjahr.

#### Steuerliche Aspekte
Die Besteuerung von Investmentfonds richtet sich nach dem Investmentsteuergesetz:

##### Regelung bis 31. Dezember 2008
Soweit Investmentfonds die Voraussetzungen des § 5 InvStG erfüllen (Veröffentlichungspflichten, sogenannte Volltransparenz), werden Ausschüttungen und thesaurierte Erträge des Investmentfonds steuerrechtlich grundsätzlich so behandelt, als hätte sie der Anteilsinhaber unmittelbar selbst erwirtschaftet. Im Einzelnen gilt folgendes:
- Laufende Investmenterträge, insbesondere Zinseinnahmen und Dividenden, werden dem Anleger am Geschäftsjahresende zugerechnet und sind von ihm zu versteuern, auch wenn sie nicht ausgeschüttet werden.
- Außerordentliche Gewinne, insbesondere Kursgewinne, die auf Ebene des Fonds erzielt werden, sind auch bei Veräußerung innerhalb der Jahresfrist für private Veräußerungsgeschäfte stets steuerfrei; dies gilt für Privatanleger sowohl im Falle der Ausschüttung als auch im Falle der Thesaurierung der Veräußerungsgewinne.
- Die Rückgabe oder der Verkauf von Investmentanteilen, die der Anleger im Privatvermögen hält, ist nur unter den Voraussetzungen des § 23 EStG (Haltedauer von unter einem Jahr) ein steuerpflichtiger Vorgang. Nach § 8 Abs. 5 InvStG ist das Halbeinkünfteverfahren nicht auf den Verkauf oder die Rückgabe von Investmentanteilen des Privatvermögens anzuwenden.

Je nach Investmentansatz und Wertpapierstruktur können die Erträge eines Investmentfonds zu 100 % steuerpflichtig oder sogar zu 100 % steuerfrei sein. Ersteres gilt im Wesentlichen für Geldmarkt- und Rentenfonds, Letzteres eher für spekulativere Aktienfonds.

##### Regelung ab 1. Januar 2009
Die vom Fonds ausgeschütteten Gewinne aus Veräußerungen von nach dem 31. Dezember 2008 erworbenen Wertpapieren (z. B. Anleihen, Aktien und Zertifikaten) sind unabhängig von der Haltedauer steuerpflichtige Kapitalerträge und unterliegen der Abgeltungsteuer. Gewinne aus der Veräußerung von vor dem 1. Januar 2009 erworbenen Wertpapieren können weiterhin steuerfrei an Privatanleger ausgeschüttet werden. Soweit die von Investmentfonds erzielten Wertpapierveräußerungsgewinne allerdings thesauriert werden, sind sie auf Ebene des Anlegers nach wie vor nicht steuerpflichtig.
Gewinne aus dem Verkauf von nach dem 31. Dezember 2008 erworbenen Fondsanteilen gehören zu den steuerpflichtigen Kapitalerträgen und unterliegen der Abgeltungsteuer. Gewinne aus dem Verkauf von vor dem 1. Januar 2009 erworbenen Fondsanteilen bleiben außerhalb der Spekulationsfrist von einem Jahr steuerfrei.

### Österreich
In Österreich erfolgt die gesetzliche Regelung zuletzt durch das Investmentfondsgesetz (InvFG) 2011. Risikomischung und komplexe Zusammensetzung ist wie in Deutschland gesetzlich vorgeschrieben.

### Schweiz
Das Bundesgesetz über die Anlagefonds (Anlagefondsgesetz, AFG) ist am 1. Januar 2007 durch das heute einschlägige Bundesgesetz über die kollektiven Kapitalanlagen vom 23. Juni 2006 (Kollektivanlagengesetz, KAG) ersetzt worden.
Abkürzungen:
- KAG: Bundesgesetz über die kollektiven Kapitalanlagen
- LPCC: Loi fédérale sur les placements collectifs de capitaux
- CISA: Collective Investment Schemes Act

Teilweise wird auch der Begriff Sammelvermögen verwendet. Ein Sammelvermögen kann aber auch die Vermögensmasse aufgrund einer Sammlung zugunsten eines gemeinnützigen Zwecks sein.

### Liechtenstein
In Liechtenstein erfolgt die gesetzliche Regelung durch das Gesetz über Investmentunternehmen (IUG) vom 19. Mai 2005. Die Aufsicht wird durch die FMA Finanzmarktaufsicht Liechtenstein sichergestellt. Die Regulierung entspricht europäischen Standards.
Das IUG kennt drei Fondstypen:
- Investmentunternehmen für Wertpapiere (oder Investmentfonds) sind entsprechend der EU-Richtlinie 85/611/EWG (geändert durch die Richtlinien 2001/107/EG und 2001/108/EG) konzipiert, erfüllen alle Anforderungen des Anlegerschutz und verfügen auf Grund der Mitgliedschaft Liechtensteins im Europäischen Wirtschaftsraum (EWR) über den Europa-Pass – sie werden auch als OGAW oder UCITS bezeichnet.
- Investmentunternehmen für andere Werte werden durch das nationale Liechtensteinische Fondsrecht (IUG) reguliert. Fonds dieses Typs sind sehr liberal reguliert und unterliegen nur den grundlegenden Anforderungen von Diversifikation und Anlegerschutz – erlauben darüber hinaus aber die Abbildung individueller Anlageziele. Eine Unterkategorie stellen Investmentunternehmen mit erhöhtem Risiko dar – hier erfolgt die Regulierung von Hedge-Fonds und anderen Alternativen Anlagen.
- Investmentunternehmen für Immobilien spielen heute in Liechtenstein keine Rolle – aktuell wird dieser Fondstyp nicht genutzt.

Die drei Fondstypen können in zwei Rechtsformen aufgesetzt werden:
- Anlagefonds (vertragliche Form als Kollektivtreuhänderschaft (kein Unit Trust), in Luxemburg auch FCP genannt)
- Anlagegesellschaft (körperschaftliche Form, in Luxemburg auch SICAV oder SICAF genannt).

## Geschlossener Investmentfonds
Das Gegenstück zu offenen Investmentfonds sind geschlossene Fonds (englisch closed-end funds). Seit Einführung des Kapitalanlagegesetzbuchs (KAGB) im Juli 2013 gibt es in Deutschland erstmals eine einheitliche Rechtsgrundlage für offene und geschlossene Fonds. Damit müssen auch Verwalter geschlossener Fonds die gleichen gesetzlichen Grundlagen erfüllen, die für offene Fonds gelten.

## Ombudsstellen
Bei Beschwerden in Zusammenhang mit offenen Investmentfonds sowie weiteren Streitigkeiten mit Bezug zum Kapitalanlagegesetzbuch können sich Verbraucher in Deutschland an die Ombudsstelle für Investmentfonds des BVI Bundesverbands Investment und Asset Management wenden.